# لقمان (ديكلة)
لقمان (بالفارسية: لقمان) هي منطقة سكنية تقع في إيران في قسم ديكلة الریفي. يقدر عدد سكانها بـ 118 نسمة بحسب إحصاء 2016.